# 宮本直美 (社会学者)
宮本 直美（みやもと なおみ、1969年 - ）は、日本の社会学者。立命館大学教授。

## 略歴
1988年神奈川県立光陵高等学校卒業、1992年東京芸術大学音楽学部卒業、1995年同大学院音楽研究科西洋音楽史修士課程修了。1997年東京大学大学院人文社会系研究科社会学修士課程修了、2000年同博士課程満期退学。2003年「教養の歴史社会学 ドイツ・市民・音楽芸術」で東大社会学博士。2005-07年東京大学大学院人文社会系研究科社会学研究室助手。立命館大学文学部准教授をへて、教授。専攻は文化社会学・音楽社会学。

## 著書
- 『教養の歴史社会学 ドイツ市民社会と音楽』岩波書店 2006
- 『宝塚ファンの社会学 スターは劇場の外で作られる』青弓社ライブラリー 2011
- 『コンサートという文化装置 交響曲とオペラのヨーロッパ近代』岩波現代全書 2016